# Municipio de Ridgeway (Kansas)
El municipio de Ridgeway (en inglés: Ridgeway Township) es un municipio ubicado en el condado de Osage en el estado estadounidense de Kansas. En el año 2010 tenía una población de 2505 habitantes y una densidad poblacional de 22,8 personas por km².

## Geografía
El municipio de Ridgeway se encuentra ubicado en las coordenadas 38°48′55″N 95°40′26″O / 38.81528, -95.67389. Según la Oficina del Censo de los Estados Unidos, el municipio tiene una superficie total de 109.85 km², de la cual 108.01 km² corresponden a tierra firme y (1.67%) 1.84 km² es agua.

## Demografía
Según el censo de 2010, había 2505 personas residiendo en el municipio de Ridgeway. La densidad de población era de 22,8 hab./km². De los 2505 habitantes, el municipio de Ridgeway estaba compuesto por el 96.33% blancos, el 0.4% eran afroamericanos, el 0.88% eran amerindios, el 0.36% eran asiáticos, el 0.04% eran isleños del Pacífico, el 0.4% eran de otras razas y el 1.6% pertenecían a dos o más razas. Del total de la población el 2.91% eran hispanos o latinos de cualquier raza.